# Centro nazionale di ricerca in virologia e biotecnologie VEKTOR
Il Centro nazionale di ricerca in virologia e biotecnologie VEKTOR (in russo  Государственный научный центр вирусологии и биотехнологии “Вектор"?, Gosudarstvenyj naučnij centr virurologii i biotechnologii "Vektor"), è un istituto di ricerca russo situato a Kol'covo nell'oblast' di Novosibirsk. È uno dei due depositi ufficiali che ospita il virus del vaiolo ormai debellato e faceva parte del sistema di laboratori noto come Biopreparat.
Fondato nel 1974, il centro è attivo nell'ambito della virologia, conducendo studi e ricerche sul vaiolo. Nel periodo post-sovietico il centro ha condotto numerose ricerche per un vaccino contro l'Epatite A, vaccini antinfluenzali, vaccini per il virus Ebola, farmaci antivirali con analoghi nucleotidici, sistemi di test per la diagnostica dell'HIV e Epatite B.
Nel marzo 2020 gli scienziati dell'istituto hanno iniziato la ricerca e produzione di un vaccino contro il COVID-19, chiamato EpiVacCorona.